# Alessandria perché?
Alessandria perché? (in arabo إسكندرية ليه‎?, Iskanderija... lih?) è un film del 1979 diretto da Youssef Chahine.

## Trama
1942. Il maresciallo Rommel è alle porte di Alessandria. La città è in agitazione; alcuni si preparano a festeggiare la vittoria dei tedeschi, altri, come la famiglia Sorel, di confessione ebraica, si preparano a fuggire. Sarah, la figlia, è costretta a lasciare il sindacalista Ibrahim, da cui aspetta un figlio. Intanto Yehia ne approfitta per realizzare uno spettacolo satirico che ridicolizza entrambe le parti.

## Riconoscimenti
- Orso d'argento al festival di Berlino (1979)